# Свети Лука
Свети апостол и јеванђелист Лука (грч. Λουκᾶς) био је лекар и пријатељ апостола Павла.

## Биографија
Сматра се да је био Грк, родом из Антиохије. Предање тврди да се бавио живописом и да је први насликао иконе Исуса Христа, Богородице и апостола Петра и Павла. Те иконе су биле узор свим каснијим иконама, због чега се Свети Лука сматра оснивачем хришћанског иконописа.
Пратио је апостола Павла на другом и трећем мисионарском путовању, од Филипа до Рима. После смрти апостола Павла, наставио је да проповеда Јеванђеље по Италији, Далмацији, Херцеговини, Србији, Црној Гори, Албанији, Македонији и другим земљама.
У старости Свети Лука је отпутовао у Египат ради проповеди Јеванђеља. Тамо он благовестећи Христа претрпе многе муке и изврши многе подвиге. У граду Александрији он рукоположи за епископа Авилија на место Аниана, рукоположеног Светим јеванђелистом Марком. Вративши се у Грчку, Свети Лука устроји Цркве нарочито у Беотији, рукоположи свештенике и ђаконе, исцели болесне телом и душом.
Према предању, апостол Лука је имао 84 године кад су га ухватили идолопоклоници и убили обесивши га о грану маслине у граду Теби Беотијској.
Погребен је у Туви, главном граду Беотије, где од њега биваху многа чудеса. Ту су се ове свете чудотворне мошти налазиле до друге половине 4. века, када су пренесене у Цариград, у време цара Констанција.
У 4. веку нарочито се прочу место где су почивале часне мошти Светога Луке, због исцељивања која су се збивала од њих, посебно исцељивање од болести очију. Сазнавши о томе цар Констанције посла управитеља Египта Артемија да мошти Светога Луке пренесе у престоницу, што и би учињено веома свечано. 
Стари црквени писци сведоче, да је Свети Лука, одазивајући се побожној жељи ондашњих хришћана, први живописао икону Пресвете Богородице са Богомладенцем Господом Исусом на њеним рукама, и то не једну него три, и донео их на увид Богоматери. Разгледавши их, она је рекла: “Благодат Рођеног од мене, и моја, нека буду са овим иконама“. Према предању, једна од тих икона је Пресвета Богородица Филермоса, која се данас чува на Цетињу, у Плавој капели, у оквиру изложбеног простора Историјског музеја Црне Горе.
Свети Лука је исто тако живописао на даскама и иконе Светих првоврховних апостола Петра и Павла. Тако је Свети апостол и јеванђелиста Лука поставио почетак дивном и богоугодном делу - живописању светих икона, у славу Божију, Богоматере и свих Светих.
Хришћанска традиција држи да је Лука написао Свето Јеванђеље по Луки - треће јеванђеље (по редоследу у Новом завету), и Дела апостолска. Верници сматрају да је Свето Јеванђеље по Луки написао око 60. године. Модерни тумачи Библије не верују да је Лука аутор јевађеља, за које већина сматра је написано најраније између 80. и 90. године нове ере, користећи Јеванђеље по Марку и Q документ као изворе.
Ђурађ Бранковић је 1453. године пренео мошти апостола Луке у Смедерево, одакле су 1459. однете у Босну, а потом 1463. у Дубровник, па у Венецију. Мошти се данас налазе у цркви Светог Николе у Падови, а делић моштију је, 31. јула 2018. добила црква Светог апостола и јеванђелисте Луке у Субјелу, општина Косјерић, у време службовања свештеника Владимира Вулете. Део ових моштију у Субјел је пренет из цркве Покрова Пресвете Богородице манастира Лешје, код Параћина.
Манастир Бошњане му је посвећен. Манастир Жупа Никшићка такође.

## Лукиндан – празник Светог апостола и јеванђелиста Луке
Српска православна црква слави Светог апостола и јеванђелисту Луку 18. октобра (по Јулијанском календару), односно 31. октобра по Грегоријанском календару.

## Занимљивости
Ребека Вест је писала да су фрањевци из Јајца бежећи пред Турцима одселили у Венецију с моштима Светог Луке, које им је поклонила кћер српског деспота Ђурђа Бранковића, који их је откупио од Турака за 30.000 дуката. Тамо су имали проблем, јер су бенедиктинци из Падове већ имали мошти Светог Луке. Папинска комисија признала је мошти Светог Луке из Јајца аутентичнима, али нису повукли признање аутентичности мошти Светог Луке из Падове, што се сукобило са истином. Свети Лука из Падове био је без главе, а Свети Лука из Јајца имао је цело тело.
У црквеном предању постоји податак да је Свети Лука насликао три иконе Богородице са малим Христом. У разним црквама данас постоји безброј икона Богородице са малим Христом, за које се верује да их је насликао Свети Лука. У Српској православној цркви, неке од таквих икона су, Пећка Красница, Богородица Тројеручица на Хиландару, Чајничка Красница и друге.